# سنام (شركة)
سنام س أ. هي شركة إيطالية للبنية الأساسية للغاز الطبيعي . اعتبارًا من 31 ديسمبر 2018 ، بلغت القيمة السوقية للشركة 12.6 مليار يورو. كانت سنام في الأصل شركة تابعة لشركة الطاقة الإيطالية Eni . ومنذ ذلك الحين أصبحت شركة مستقلة، أكبر مساهم فيها هو CDP Reti ، وهي شركة قابضة تسيطر عليها الدولة الإيطالية. تعمل الأداة في إيطاليا ومن خلال الشركات المرتبطة بها في النمسا وفرنسا والمملكة المتحدة. سنام هي واحدة من شركات الغاز الرئيسية المنظمة في أوروبا - الرائدة في إيطاليا في نقل وتخزين الغاز، بينما تحتل المرتبة الثالثة في إعادة تصنيف الغاز .
تأسست سنام في 30 أكتوبر 1941 في سان دوناتو ميلانيسي ، لومباردي ، باسم سوستيه ناشيونال ميتانوديتي.
في 1 يونيو 2001 ، غيرت اسمها إلى سنام ريت جاز. تم تداوله على البورصة الإيطالية منذ 6 ديسمبر 2001. في 1 يناير 2012 ، تمت إعادة تسميته بالاسم الأصلي لـ سنام.

## الشركات التابعة
- سنام ريت جاز: مشغل نظام نقل الغاز الطبيعي .
- ستوجيت: تخزين الغاز الطبيعي.
- جي إن إل: لإعادة تدوير الغاز الطبيعي المسال .

## هيكل المساهمين
| المساهم           | وتد    |
| ----------------- | ------ |
| CDP Reti          | 28.98٪ |
| رومانو مينوزي     | 4.37٪  |
| غاز CDP           | 1.12٪  |
| المساهمين الآخرين | 65.53٪ |

## مجموعة مخرجين
تم التعيين من قِبل المساهمين في أبريل 2019
| وظيفة           | اسم ولقب         |
| --------------- | ---------------- |
| رئيس            | لوكا دال فابرو   |
| الرئيس التنفيذى | ماركو الفيرا     |
| مدير            | لورا كافاتورتا   |
| مدير            | فرانشيسكو جوري   |
| مدير            | أنطونيو مارانو   |
| مدير            | يون بينج هو      |
| مدير            | فرانشيسكا بيس    |
| مدير            | ريتا رولي        |
| مدير            | اليساندرو تونيتي |

يستند نهج سنام نحو الاستدامة على القيمة المشتركة ،  وهو مفهوم وضعه مايكل إ. بورتر بالتعاون مع مارك ر. كرامر الذي يستكشف العلاقة بين الشركة وبيئتها وترابطها المتبادل. من أجل خلق قيمة مشتركة، تعمل سنام على تعزيز التنمية المستدامة على امتداد عملية النقل والإرسال وإعادة التخزين والتخزين والتوزيع بأكملها.
في عام 2009  انضمت الشركة إلى الميثاق العالمي للأمم المتحدة  ومنذ عام 2006 نشرت تقريرًا عن الاستدامة وفقًا للمبادئ التوجيهية لمبادرة الإبلاغ العالمية . علاوة على ذلك، تعمل سنام ضمن الإطار المرجعي لإعلان الأمم المتحدة العالمي لحقوق الإنسان ، والاتفاقيات الأساسية لمنظمة العمل الدولية والمبادئ التوجيهية لمنظمة التعاون والتنمية في الميدان الاقتصادي بشأن المؤسسات المتعددة الجنسيات .
يركز التزامها تجاه البيئة على الحد من انبعاثات غازات الدفيئة وحماية التنوع البيولوجي. من بين مبادراتها الاجتماعية، تعاونت سنام مع ليجمبنتي  و فيدربارشي  ، وفي عام 2012 ، انضمت إلى مؤسسة سولدليتاس، التي تسعى إلى بناء الجسور بين عالم ريادة الأعمال في إيطاليا والقطاع غير الربحي.
- Società Sportiva Metanopoli
- مجموعة تيرنا - مالك شبكة الكهرباء الرئيسي في إيطاليا، المسؤول عن نقل الكهرباء ذات الجهد العالي وإرسالها في جميع أنحاء البلاد
- Enagás - المدير الفني لنظام الغاز الأسباني والناقل الرئيسي للغاز الطبيعي
- Red Eléctrica de España (REE): تدير شبكة النقل الإسبانية وتعمل كوكيل نقل وحيد ؛ بل هو أيضا مشغل النظام
- الشبكة الوطنية (المملكة المتحدة): تعمل في الأعمال التجارية المنظمة لنقل وتوزيع الكهرباء والغاز بشكل رئيسي في المملكة المتحدة وشمال شرق الولايات المتحدة

## روابط خارجية
- الموقع الرسمي